# Riu Rock
El Rock River és un afluent del riu Mississipi, d'aproximadament 481 km de llarg, als estats de Wisconsin i Illinois (Estats Units). El riu era conegut com el Sinnissipí pels indis Sauk i Fox; el nom significa "aigües rocoses".
El riu comença en tres branques independents que convergeixen al pantà d'Horicon. La branca que s'inicia més a l'oest (West Branch), comença just a l'oest del poble de Brandon al comtat de Fond du Lac (Wisconsin) i flueix cap a l'est i després cap al sud fins a Horicon Marsh. La branca del sud (South Branch) neix al nord del llac Fox al comtat de Dodge i flueix cap a l'est a través de Waupun fins al pantà. La branca est (East Branch) neix al sud-est d'Allenton, al comtat de Washington, a l'oest de l'escarpament del Niàgara, i flueix cap al nord i l'oest a través de Theresa fins al pantà de Horicon.
Superat el pantà, el riu serpenteja cap al sud fins a la frontera d'Illinois, acabant uns 480 km més avall al riu Mississipi, a prop de les Quad Cities a Illinois i Iowa. El riu passa per Watertown, recull el riu Crawfish a Jefferson i rep el riu Bark a Fort Atkinson. Poc abans de la fusió, els rius Rock River i Crawfish passen sota la carretera Interestatal 94. En aquest punt tots dos rius inunden els terrenys i les lleres amb regularitat, i sovint cal tancar temporalment el trànsit viàri, com va ser el cas de la carretera I-94 el 2008.
Al nord del comtat de Rock (Wisconsin), hi aflueix el riu Yahara i d'aquí transcorre cap al sud a través dels petits pobles de Fulton, Janesville i Beloit, fins al nord d'Illinois on rep el riu Pecatonica 8 km al sud del límit de l'estat. Flueix cap al sud per Rockford, després cap al sud-oest pel nord-oest d'Illinois, recollint el riu Kishwaukee, passant per Oregon, Dixon, Sterling (on hi ha el lloc històric nacional i el parc local de Sinnissippi Mounds) i Rock Falls abans d'unir-se al Mississipi a Rock Island.
A la conca del Rock River hi ha 24 preses Es troben a Theresa (WI, 3 preses), Waupun (WI), Horicon (WI), Mayville (WI, 2 preses), Kekoskee (WI), Hustisford (WI), Watertown (WI, 2 preses), Jefferson (WI, 4 preses), Indianford (WI), Beloit (WI), Rockton (IL), Rockford Fordham (IL), Oregon (IL), Dixon (IL), Sterling / Rock Falls (IL, 2 preses), Milà (IL) i Rock Island (IL). La presa de Janesville (WI) es va retirar el 2018.
El riu és utilitzat per a diversos esports aquàtics i de rem. El Rock River Water Trail es troba a la capçalera, amunt de l'Horicon National Wildlife Refuge, al centre sud de Wisconsin, i arriba fins a la confluència amb el riu Mississipi a les Quad Cities d'Illinois i Iowa, 530 km riu avall.
El riu travessa cinc comtats de Wisconsin, sis comtats d'Illinois i recorre 37 municipis. És un riu de moviment lent que travessa paisatges rurals, zones salvatges i àrees urbanes. Els dos primers senders es troben a Waupun County Park a Waupun (Wisconsin) i Rivers Edge Park a Theresa (Wisconsin). Hi hi ha 32 punts d'accés addicionals al Comtat de Dodge (Wisconsin). El sender forma part del National Water Trails System.
El Rock River Park es troba a prop de Johnson Creek (Wisconsin), al comtat de Jefferson, on es pot accedir al riu i abastir-se d'aigua en una font artesiana.